# Nello Melli
Nello Melli (Buenos Aires, Argentina, 1923–1986) fue un montajista argentino de películas que trabajó inicialmente en su país y en la década de 1960 la continuó en Brasil; era conocido también como Nello Melli Feijó o Nelo Melli.

## Filmografía
Colaboró en los siguientes filmes:
Productor
- Perpétuo Contra o Esquadrão da Morte 1967

Intérprete
- El ABC del amor	1967		(episodio "El pacto")

Montador
- Ela E os Homens  1985
- Tropclip  1985
- Dois Homens Para Matar  1984
- A Rainha do Rádio  1979
- Batalha dos Guararapes  1978
- Na Ponta da Faca  1977
- Marília e Marina 1976
- Deixa, Amorzinho... Deixa 1975
- El marido virgen 1974
- Onanias o Poderoso Machão  1974
- O Segredo da Rosa 1974
- Pontal da Solidão 1974
- Sinfonia Brasileira (1974,  documental)
- Uma Tarde Outra Tarde 1974
- Seguro de castidad	1974
- Megalópolis (1973, cortometraje documental)
- Lucharon sin armas 1973
- O Supercareta 1972
- Cômicos e Mais Cômicos (1971, documental)
- Romualdo e Juliana 1971
- Anjos e Demônios 1970
- Tempo de Violência 1969
- Brasil, año 2000 1969
- Capitu  1969
- El justicero 1967
- Garota de Ipanema 1967
- La nouvelle création 1967
- O Menino e o Vento 1967
- Perpétuo Contra o Esquadrão da Morte 1967
- Noche terrible (segmento "El pacto")  1967
- La fallecida 1965
- Viagem aos Seios de Duília 1965
- Vidas Secas 1963
- Gimba, Presidente dos Valentes 1963
- Garrincha - Alegria do Povo (1963, documental)
- Porto das Caixas 1963
- Esse Rio Que Eu Amo 1962
- Pluft, o Fantasminha 1962
- Mandacaru Vermelho 1962
- Os Cafajestes 1962
- Teus Olhos Castanhos	1961
- Mis amores en Río	1959
- Demasiado jóvenes	1958
- Campo virgen	1958
- Un centavo de mujer	1958
- Los árboles de Buenos Aires  (1957, cortometraje)
- Precursores de la pintura argentina (1957, cortometraje)
- La muerte flota en el río	1956
- El protegido	1956
- Estrellas de Buenos Aires	1956
- Surcos en el mar	1956
- Sinfonía de juventud	1955
- El último perro	1955
- Concierto para una lágrima	1955
- Marianela	1955
- El cura Lorenzo	1954
- Sala de guardia	1952
- Donde comienzan los pantanos	1952
- Paraíso robado	1951
- El demonio es un ángel 1950
- Mariposas negras 1950
- La balandra Isabel llegó esta tarde	1950
- Esperanza	1949
- La dama de la muerte	1946   (Chile)
- Las seis suegras de Barba Azul	1945
- Rigoberto	1945.
- El espejo	1943
- La calle Corrientes	1943
- Punto negro	1943
- Locos de verano	1942
- Mi amor eres tú	1941
- Águila Blanca	1941

Colaboración
- Aquello que amamos	1959

## Premio
En 1976 fue galardonado con el premio Candango al Mejor Montaje en el Festival de Cine Brasilero de Brasilia por el filme Marília e Marina.